# 아나야마 노부타다

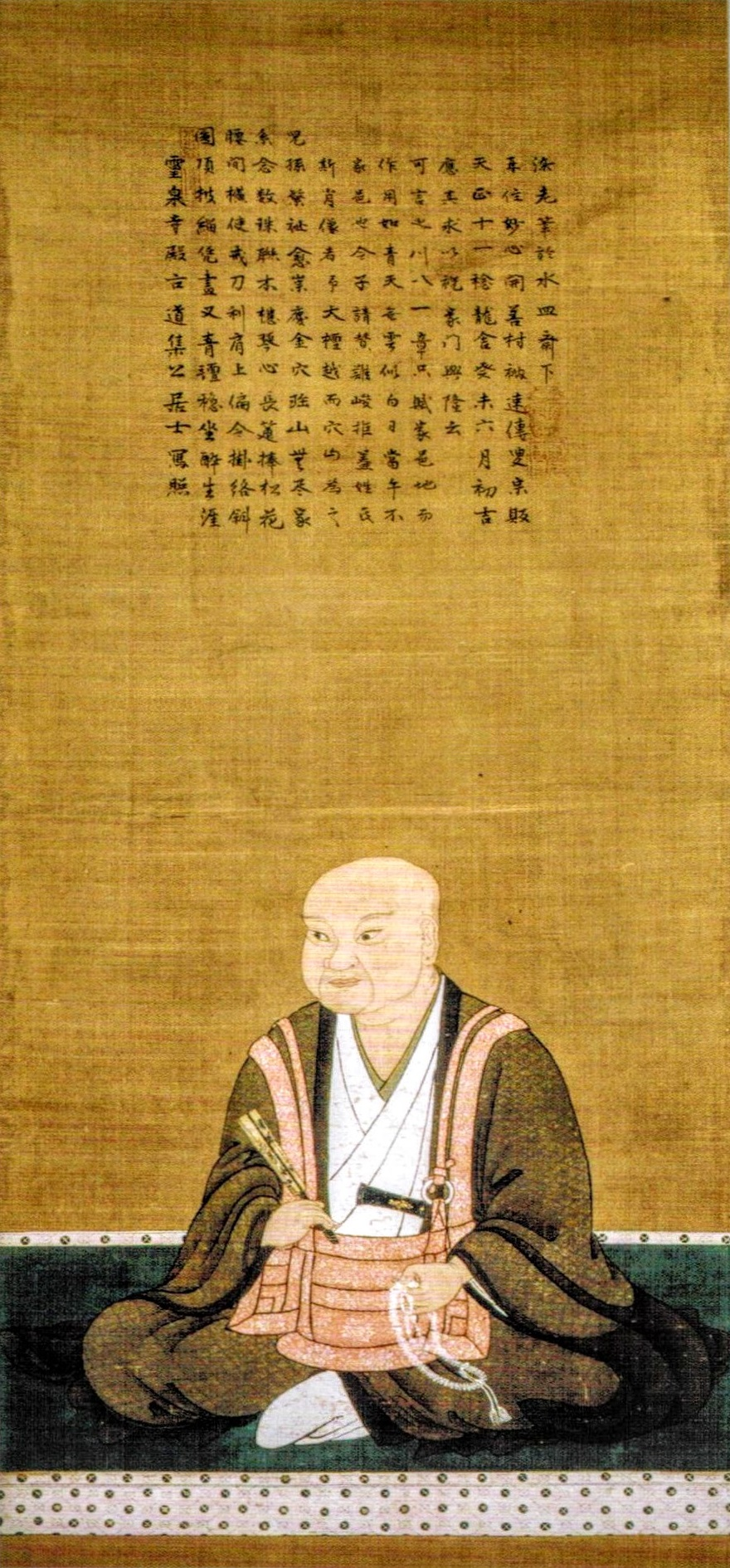
아나야마 노부타다

아나야마 노부타다(일본어: 穴山信君, 덴분 10년(1541년) ~ 덴쇼 10년 6월 2일(1582년 6월 21일))는 센고쿠 시대부터 아즈치모모야마 시대까지의 무장이다. 가이 다케다씨의 가신. 아명은 가쓰치요(勝千代). 다른 이름으로는 아나야마 바이세쓰(穴山梅雪)로 불린다. 어머니는 난쇼인도노(南松院殿)로서 다케다 노부토라의 딸이다. 부인은 다케다 신겐의 딸. 겐쇼인(見性院)이다.
| 전임 아나야마 노부토모 | 제7대 가이 아나야마가 당주 1558년 ~ 1580년 | 후임 아나야마 가쓰치요 |